# Geodia tuberculosa
Geodia tuberculosa är en svampdjursart som beskrevs av James Scott Bowerbank 1872. Geodia tuberculosa ingår i släktet Geodia och familjen Geodiidae. Inga underarter finns listade i Catalogue of Life.